# Stenochelifer
Stenochelifer är ett släkte av spindeldjur. Stenochelifer ingår i familjen tvåögonklokrypare.
Kladogram enligt Catalogue of Life:
| Stenochelifer | \| \| Stenochelifer indicus \| \| \| \| \| \| Stenochelifer socotrensis \| \| \| \| |
|               | \| \| Stenochelifer indicus \| \| \| \| \| \| Stenochelifer socotrensis \| \| \| \| |
|               | Stenochelifer indicus                                                               |
|               |                                                                                     |
|               | Stenochelifer socotrensis                                                           |
|               |                                                                                     |